# جيمس كلارك ماك رينولدز
جيمس كلارك ماك رينولدز (بالإنجليزية: James Clark McReynolds) (3 فبراير 1862 - 24 أغسطس 1946) هو محامي وقاضي أمريكي شغل منصب نائب عام الولايات المتحدة في عهد الرئيس وودرو ويلسون وكقاض مساعد في المحكمة العليا للولايات المتحدة. خدم في المحكمة من أكتوبر 1914 إلى تقاعده في يناير 1941. اشتهر ماك رينولدز بمعاداته لليهود علانية ومعارضته المستمرة للبرامج المحلية للرئيس فرانكلين روزفلت.
ولد ماك رينولدز في إلكتون بولاية كنتاكي، وزاول القانون في تينيسي بعد تخرجه من كلية الحقوق بجامعة فرجينيا. شغل منصب مساعد النائب العام خلال إدارة الرئيس ثيودور روزفلت وأصبح معروفا لمهارته في قضايا مكافحة الاحتكار. تولي الرئيس ويلسون منصبه في عام 1913، وعين ماك رينولدز ليكون أول نائب عام في إدارته. وقد رشحه ويلسون إلى المحكمة العليا في عام 1914 لملء الفراغ الذي نجم عن وفاة القاضي المساعد هوراس هارمون لورتون، ونجح هذا الترشيح.
في السنوات الست والعشرين التي قضاها ماكرينولدز على مقاعد القضاة، صوت بأكثر من 506 رأي أغلبية للمحكمة و157 رأي معارضة، وكان 93 منها ضد الصفقة الجديدة. كان ماكرينولدز جزءا من كتلة «فرسان القيامة الأربعة» من القضاة المحافظين الذين صوتوا لإسقاط العديد من برامج الصفقة الجديدة. تقاعد في عام 1941 وخلفه جيمس بيرنز. ومن بين أهم قضاياه في المحكمة العليا، صوت ماك رينولدز برأي الأغلبية في قضايا مثل ماير ضد نبراسكا، الولايات المتحدة ضد ميلر، بيرس ضد جمعية الأخوات.

## التعليم
تعلم في جامعة فاندربيلت، وجامعة فرجينيا.